# Буревісник Бюлера
 Буревісник Бюлера (Ardenna bulleri) — морський птах середнього розміру з родини буревісників (Procellariidae).

## Поширення

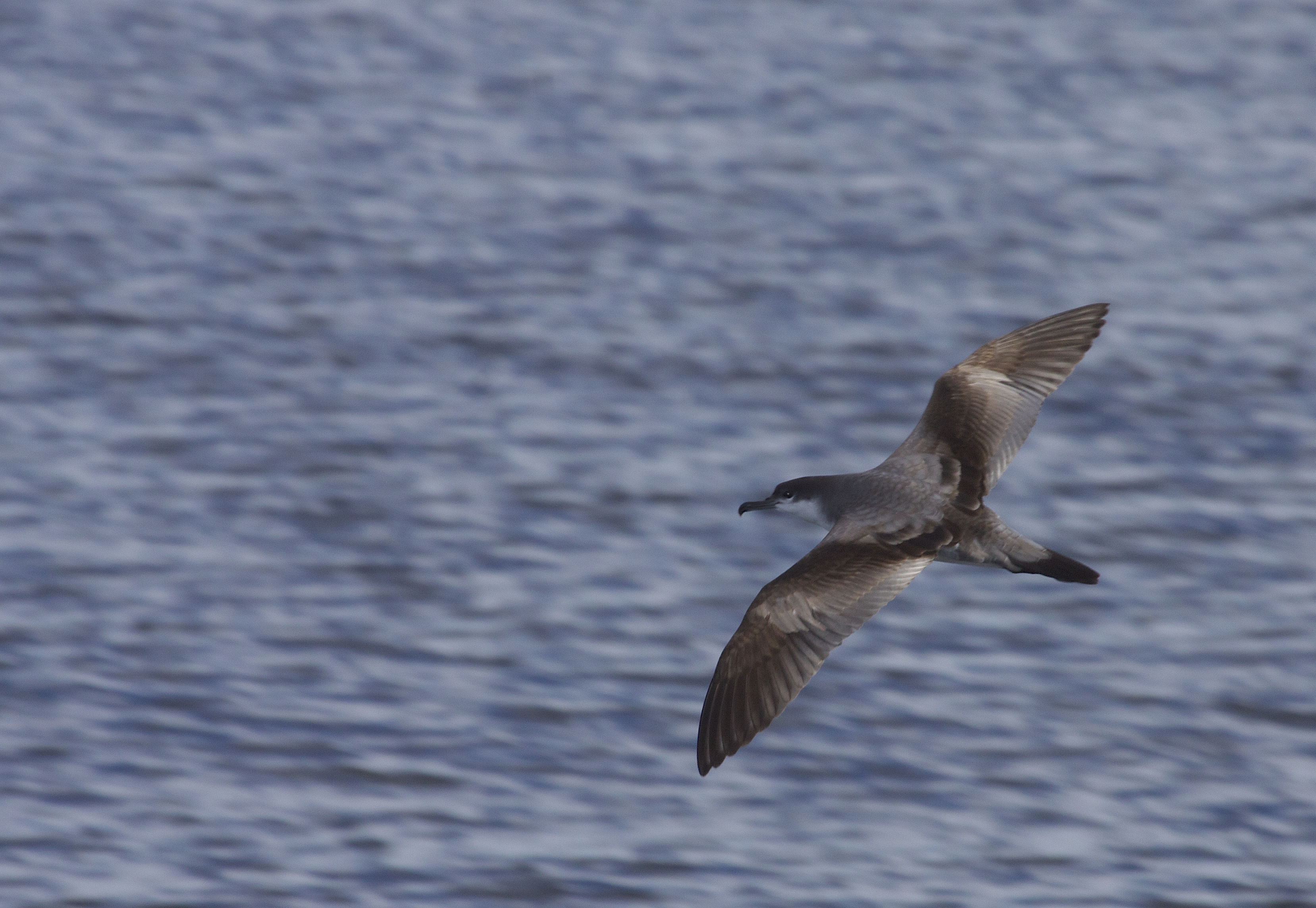
Ardenna bulleri

Гніздиться лише на островах Пур-Найтс в Новій Зеландії. Колонії є на двох головних островах, Аорангі та Таухіті-Рахі, а також п'ятьох інших острівцях та скелях. У 1980-х роках одна пара була знайдена на гнізді на островах Сіммондс на крайній півночі Нової Зеландії. Поза сезоном розмноження живе у відкритому морі по всьому Тихому океані. Загальна популяція виду оцінюється у 2,5 мільйона птахів.